# Psychotria bataanensis
Psychotria bataanensis är en måreväxtart som beskrevs av Adolph Daniel Edward Elmer. Psychotria bataanensis ingår i släktet Psychotria och familjen måreväxter. Inga underarter finns listade i Catalogue of Life.